# キヤノン EOSシリーズ
EOSシリーズ（イオスシリーズ）は、キヤノンが発売してきたオートフォーカス一眼レフカメラ・ミラーレス一眼カメラのシリーズである。
なお、便宜上、EOSと同じEFマウントを採用したマニュアルフォーカスカメラ「EF-M」（日本国外専売機種）も本項目で解説する。

## 概要

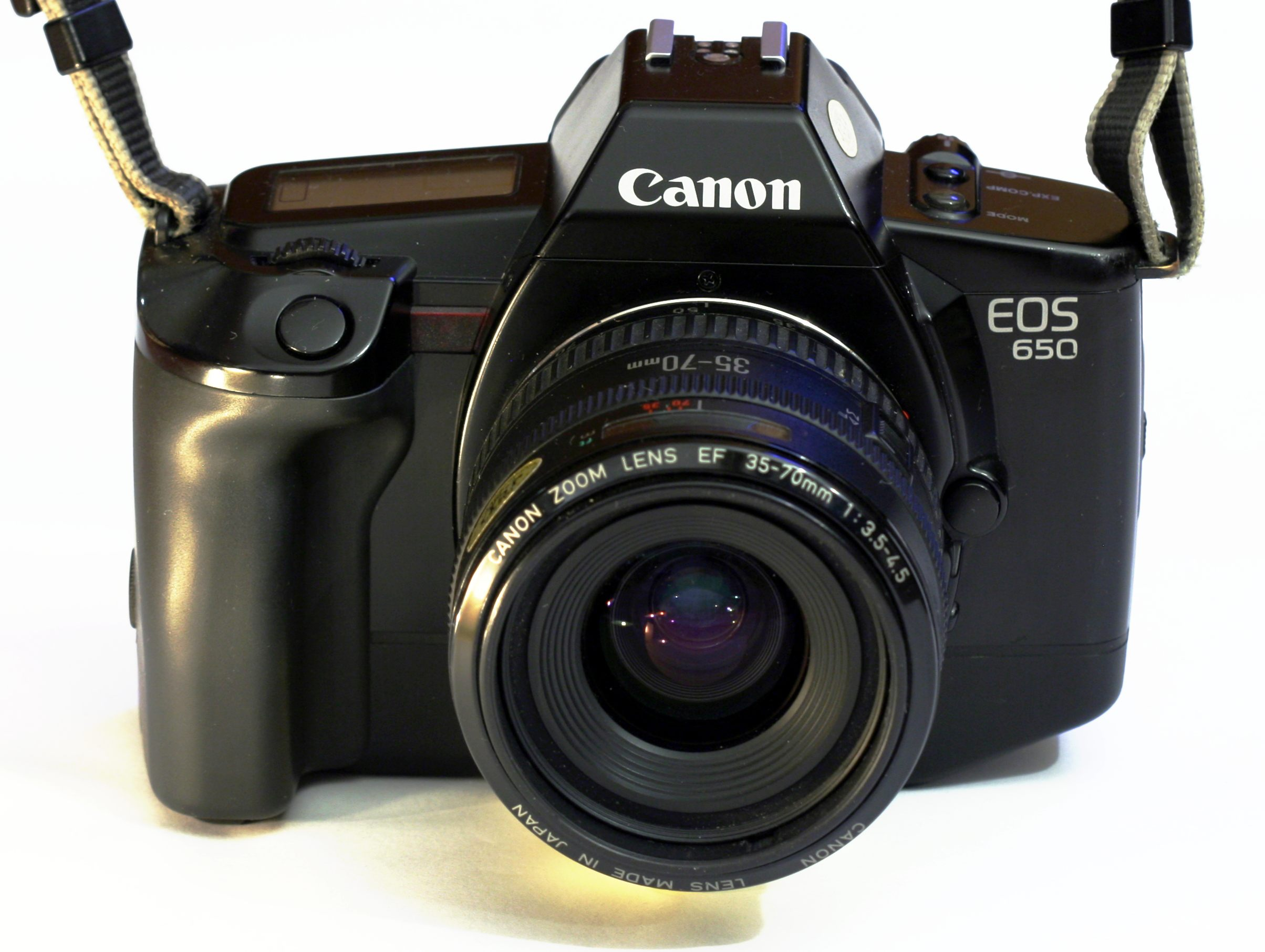
EOS650

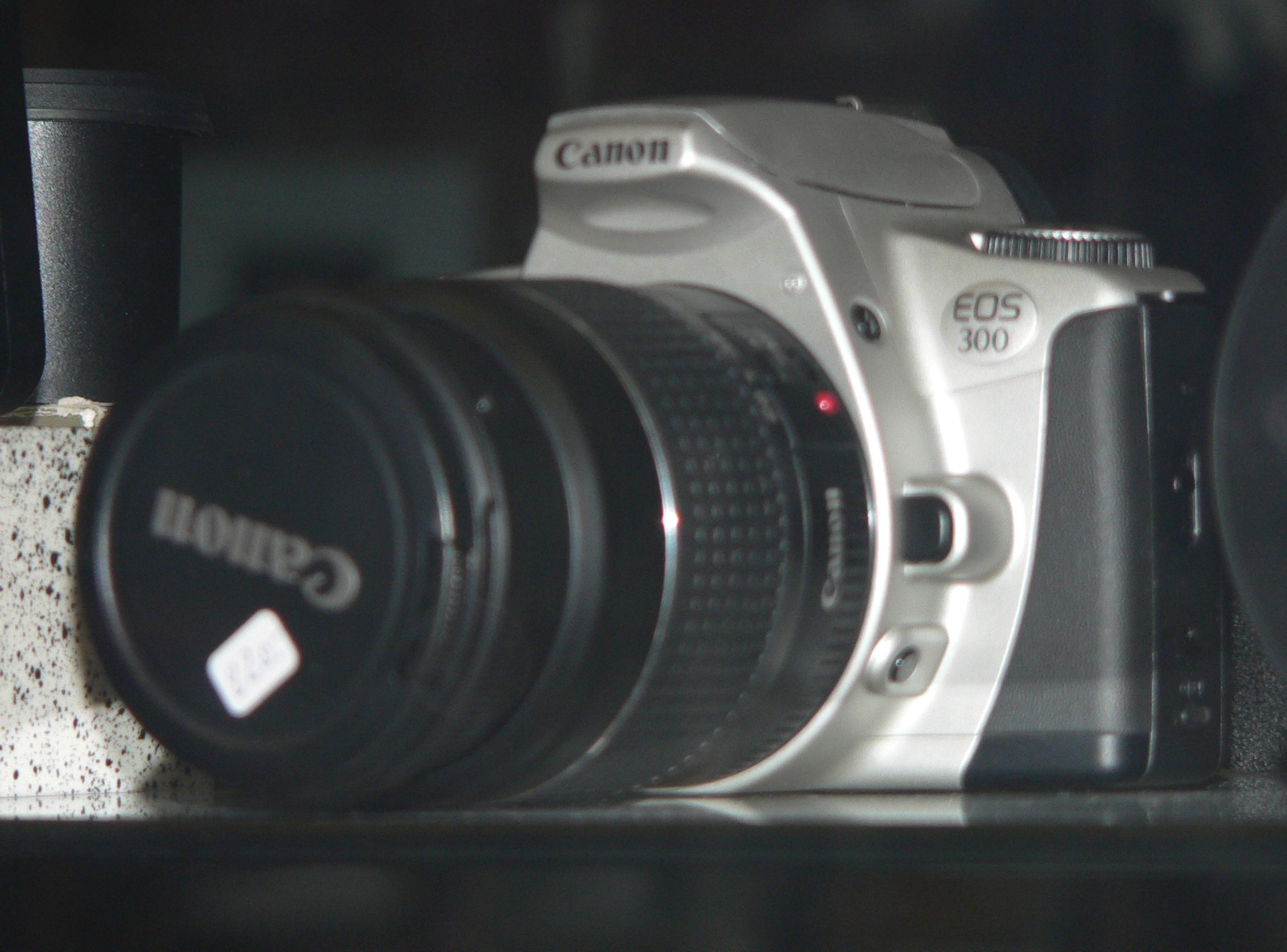
EOS kiss III（国外名EOS 300）

1985年（昭和60年）にミノルタ（現・コニカミノルタ）が世界初のオートフォーカス一眼レフカメラシステム「αシステム」とともに代表機種「α7000」を発表、一眼レフカメラ業界に大きな衝撃を与えた（いわゆる「α-ショック」）。同年キヤノンは「キヤノンT80」という FD マウントの専用レンズ3本によるオートフォーカス一眼レフカメラを販売したが、実験的要素の強いカメラで実用性に乏しく、発売が α7000の登場直後であったため販売は不振に終わった。キヤノンは本格的なオートフォーカス一眼レフカメラとして1987年に  EOS シリーズを投入した。「EOS」とは、当時のシリーズ全体の開発コード「Electro-Optical-System」の略であり、ギリシャ神話に登場する女神エーオースの名でもある。
他社のオートフォーカス一眼レフカメラとは全く異なる開発方針を採り、その中核として旧来のFDマウントシステムを捨て、新開発の大口径完全電子マウント「EFマウント」を採用した。連動爪のような機械的連動機構を完全に廃し、オートフォーカス駆動と絞り制御はレンズに内蔵したコンピュータとモーターで行い、レンズ・ボディ間の信号授受は電気信号のみによるという全く新しいものに切り替えた。この新マウントによってこれまで実現不可能だったAE機構搭載のシフトレンズ「TS-Eレンズ」や超大口径レンズ「EF50mmF1.0L USM」を製品化したほか、大口径マウントと超音波モーター(USM) による極超望遠レンズ「EF1200mm F5.6L USM」を世に送り出した。
また、先進技術を他社に先駆けて取り入れ、超音波モーター(USM)の採用により実現した「フルタイムマニュアルフォーカス」、EOS100QD から始まった静粛静穏のサイレント機構、EOS10QD から始まった多点測距オートフォーカス機構、多分割評価測光AE機構、EOS5QDから始まった視線入力オートフォーカス機構、Image Stabilization (IS) と呼ばれる手ぶれ補正機構搭載レンズ群、多層型回折光学素子 (DO レンズ) など様々なテクノロジーを開発・採用してきた。特にフィルムカメラの最終フラッグシップ機となった EOS-1V では45点オートフォーカス、21分割評価測光 AE、パワードライブブースター装着時秒間最高10コマの連続撮影、防塵防滴機構など最高水準のスペックを誇っていた。
ユニークなものとしては、キヤノンが1989年に発売した EOS RT および EOS-1N RS が挙げられる。この2つのカメラは「ペリクルミラー」（Pellicle mirror）と呼ばれる半透明、超薄膜の固定式ハーフミラーを使った機種であった。撮影レンズを通った光線はこのミラーによりファインダーとフィルムに分割して導かれるため、シャッター時のミラー上下が不要となる。これにより露光中にファインダー像が消失しないという最大利点のほか、ミラーの作動ショックや騒音の廃絶、レリーズタイムラグの極短化などのメリットを生み、長時間露光やストロボ撮影、スポーツ・報道写真など「決定的瞬間」を重視する撮影に大変有利な機種であった。EOS-1N RS はレリーズタイムラグを極限まで短縮化（0.006秒）するモード（リアルタイム・レリーズモード）に設定した場合、オートフォーカス一眼レフカメラとして世界で初めて秒間10コマの高速連写を実現したカメラであった。

## 35mmフィルム使用カメラ
- EOS650 / EOS650QD（1987年3月発売） - EOS 第一号機。新たに開発した CMOS 位相差検出 AF センサー「BASIS」、大口径の完全電子制御 EF マウントを搭載してセンセーショナルなデビューを飾った。裏蓋に日付写し込み装置のついた EOS650QD も発売された。
- EOS620（1987年5月発売）- EOS650 の上位モデルとして開発された。プログラム AE がシフト可能になり、シャッターを最高1/4000秒（X=1/250秒）に対応した高級型に換装したほか、世界初の有機ELバックライト付液晶ディスプレイを装備した。
- EOS750QD（1988年10月発売）- EOS シリーズでは最初にスピードライトを内蔵した。モードセレクターダイヤルの搭載、EOS 入門機の標準機能となったプリワインド式巻上げ機構もこの機種からである。プログラム AE と深度優先 AE を装備する機種で絞りやシャッター速度優先の AE は搭載されていない普及帯向けの製品。液晶ディスプレイは搭載せず、フィルムカウンターは機械式。
- EOS850 / EOS850QD（1988年10月発売）- EOS750 QD のスピードライトを省略した最廉価機種。QD のつかない EOS850 はデートバックも省略されている。いずれの機種も液晶ディスプレイは搭載せず、フィルムカウンターは機械式である。
- EOS630QD（1989年4月発売）- EOS650 を発展させた EOS600 シリーズの最上級機。単体で秒間5コマの高速連写が可能である。現在も愛用者が多い。グレーとブラックのカラーバリエーションがある。
- EOS-1 / EOS-1HS（1989年9月発売） - EOS シリーズ最初のフラッグシップ機であり、多くのプロ・ハイアマチュアに愛用された。それまでの機種と比較してオートフォーカス性能が飛躍的に向上しており、EOS で初めて縦縞・横縞のどちらの被写体にもフォーカスできるクロスタイプオートフォーカスセンサー[2]を搭載したほか、暗所での測距性能やフォーカス速度も向上し、特に動体に対する性能は抜群であった。「水滴や汚れを拭き取りやすいことも性能の一部」とし、曲線を多用した独特なデザインは好みの分かれるところであったが、この後少しずつ形状を変えながらもデジタル一眼レフカメラに至るまで EOS-1 系という EOS のフラッグシップ系譜を形成している[3]。裏蓋のサブ電子ダイヤルが装備されたのもこの機種が最初である。姉妹機 EOS-1HS は、EOS-1 にパワードライブブースターE1を取り付けて最大秒間5.5コマの連写を実現したもの。通常の EOS-1 もパワードライブブースターE1を装着すると EOS-1HS として使えるように設計されている。
- EOS RT（1989年10月発売） - EOS630QD をもとに開発され、オートフォーカス機のタイムラグを極力なくすべく生まれたペリクルミラー搭載モデル。一眼レフカメラはその機構上シャッターを切った瞬間にミラーアップし視野全体がブラックアウトしてしまうが、半透明のペリクルミラー（光の透過率は透過：反射が65：35）を採用することによりその問題を解決した。シャッタータイムラグは RT モードで0.008秒でありマニュアルフォーカス機を凌ぐほどであった。ペリクルミラーの採用は1972年のF-1高速モータードライブカメラ以来。なお「RT」はリアルタイム（Real Time ）の略である。
- EOS10QD（1990年3月発売） - EOS 初の多点[4]測距システム「マルチ BASIS」やスーパーインポーズ表示を採用、EOS630QD 以来の秒間5コマ高速連写機能とバーコード読み取りによる撮影モード設定機能「アートコードシステム」を備えたハイエンドモデル。新たにリモコン撮影や手ぶれ防止優先 AE モードが追加されたほか、全自動モードにおいてはワンショットオートフォーカスと AI サーボオートフォーカスを自動的に切り替えるAIフォーカスも初めて装備された。キヤノン35mm判カメラ販売累計6000万台達成を記念した限定シルバーモデルも発売された。
- EOS700QD（1990年3月発売） - 一眼レフ入門機として EOS750 をベースに作られた。簡単操作の多彩なシーン別プログラムAEを完備し、シーンダイヤルを外して裏返すとシャッター速度優先AE・プログラムAE用のシャッターダイヤルになるという変わった機構を持つ機種。また、EOS で最初の強化プラスチック製マウント採用カメラでもある。
- EOS1000QD（1990年10月発売） - EOS Kiss の原型となった、入門機に中級機クラスの機能を詰め込んだモデル。入門クラスの EOS で最初のフルマルチモード機である。後にパノラマ撮影に対応した EOS1000QD-P や、シャッター最高速度を1/2000にアップした EOS1000S QD などのリニューアル機種が多く作られた。軽量で多機能であり、一部のプロがサブカメラとして使うまでになったため、キヤノンは以後このクラスのカメラにより開発の力点を置くようになる。EOS1000QD 以降北米輸出分の EOS 入門機は「EOS REBEL」シリーズの名称で販売されるようになった。
- EOS100QD（1991年8月発売） - 初めてサイレント機構を組み込んだモデルで、「静粛性」という新たな性能を世に示した。EOS-1 に続くサブ電子ダイヤル搭載機第2弾でもある。さらに内蔵スピードライトをオートズーム機能付としてより高度なシンクロ撮影を外部ストロボなしでも行えるように設計された。後にパノラマ撮影モード付の EOS100P も発売された。EOS100P には「QD」の文字はないが、日付写しこみ機能は装備されている。この機種から、北米では中級クラスの EOS は「EOS ELAN」シリーズとして販売されるようになった。

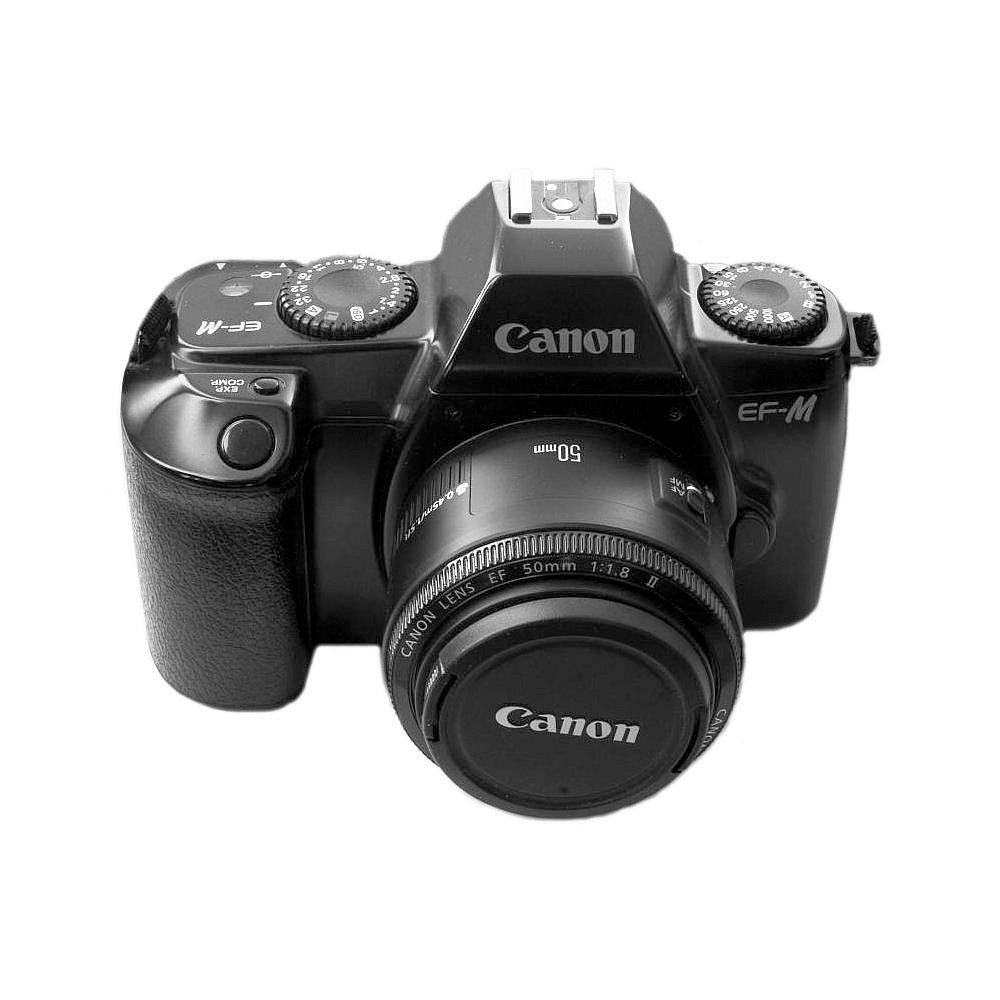
キヤノンEF-M

- キヤノン EF-M（1991年発売） - 海外でオートフォーカス操作に慣れない人向けに販売されたマニュアルフォーカス一眼レフカメラで、EOS 用の EF マウントを持ちながらオートフォーカスができない珍機種である。
- EOS5QD（1992年11月発売） - 世界初の視線入力オートフォーカス機構を搭載した上級機。EOS100 シリーズの技術を応用し、ズーム式内蔵スピードライトやボディ単体での5コマ/秒高速連写、5点測距など、外部アクセサリーなしでのカメラの性能を追求しつつ[5]、作動音を可能な限り抑えた静音設計となっている。
- EOS Kiss（1993年10月発売） - 初心者にも使いやすく、小型軽量かつ低価格化を行ったモデルで、女性などこれまでカメラを使ったことのない層を中心に一眼レフカメラユーザーの拡大に成功し、以降 EOS の看板商品のひとつになった。この機種以後デートバックはプロユースモデル以外の EOS の標準仕様として装備され、「QD」の記号はつかなくなった。

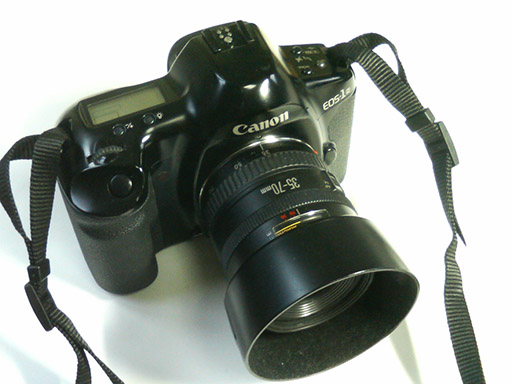
EOS-1N

- EOS-1N（1994年11月発売） - EOS-1 を使用した多くのプロの意見を取り入れて開発された発展型後継機で、極めて完成度の高い機種となった。操作系やアクセサリー類も EOS-1 と共通になっており、EOS-1 と併用しても違和感がないよう配慮されていた。初期ロットで内蔵プログラムの不具合があったが、それ以降のロットでは不具合は発生していない。プロをはじめとするユーザーの中にはより新しい EOS-1V よりも EOS-1N の方を好んで愛用する人も多い。
  - EOS-1N DP - 通常の EOS-1N に別売の単3バッテリーパック BP-E1 を取り付けたモデル。
  - EOS-1N HS - 最大秒間6コマの連写が可能になるパワードライブブースター E1 を取り付けたモデル。
  - EOS-1N RS（1995年3月発売） - ハードコート・ニュー・ペリクルミラーを搭載し、秒間10コマの超高速連続撮影が可能なモデル。

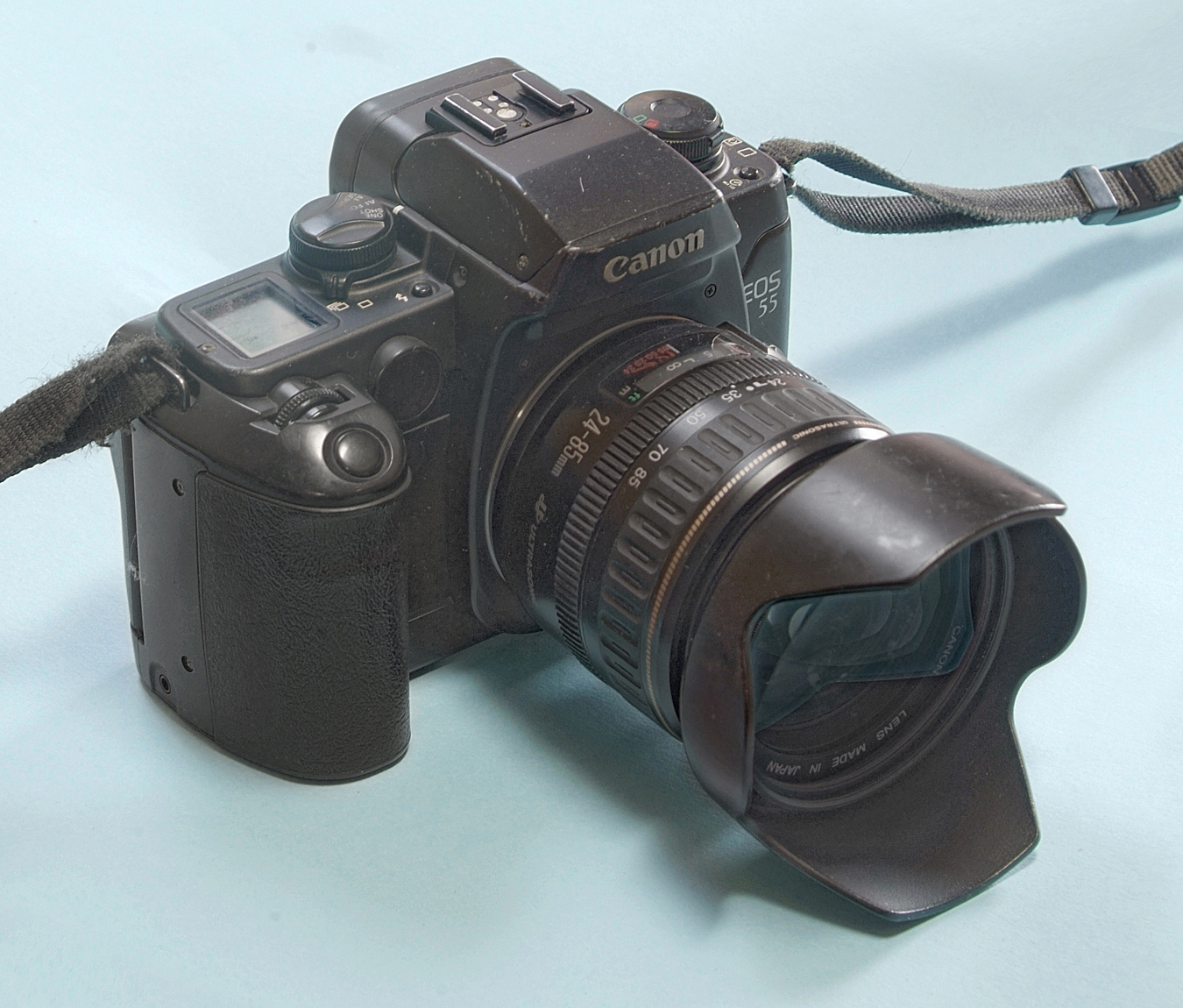
EOS55。レンズはEF24-85

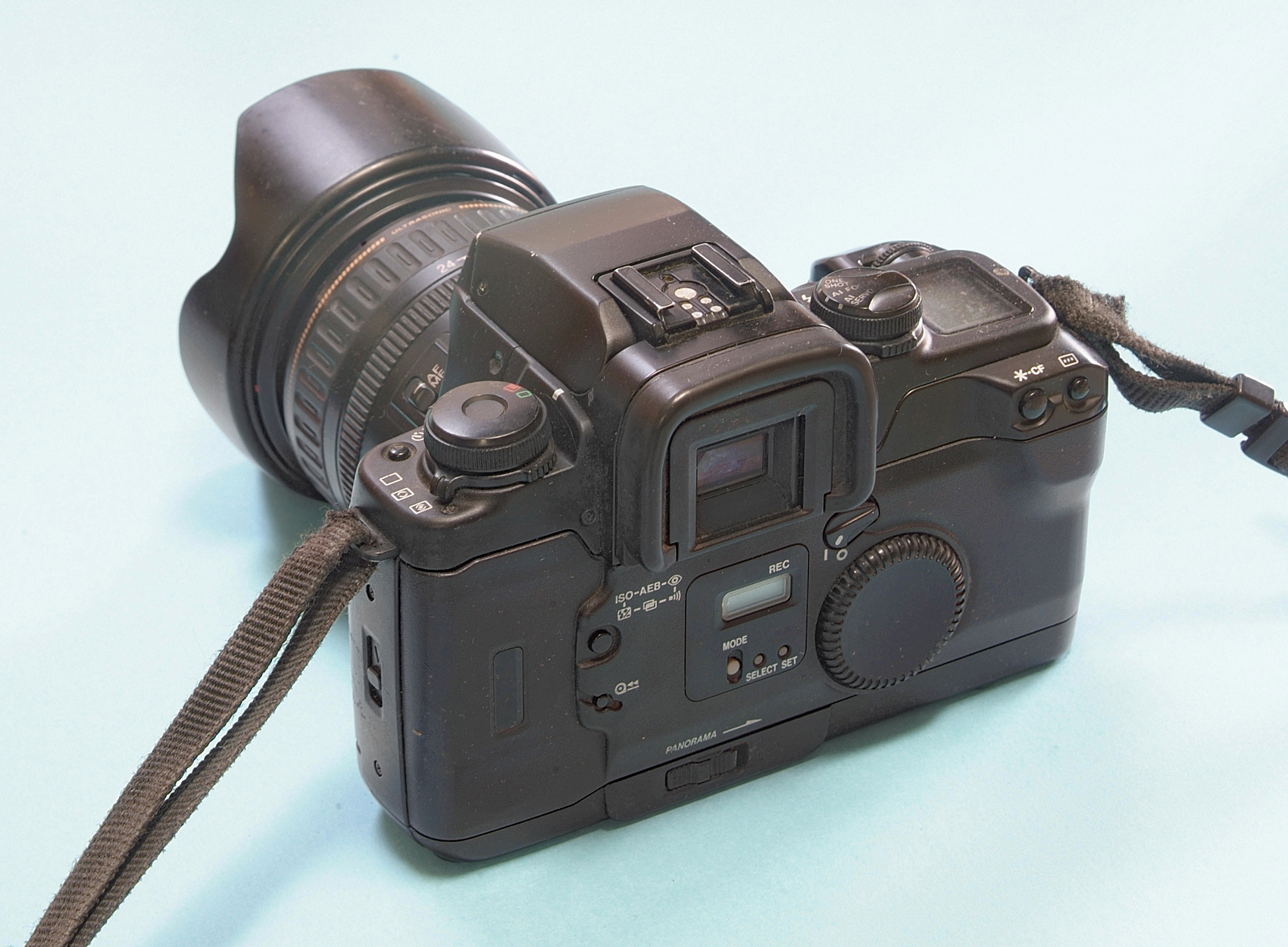
EOS55。裏面は電子制御系スイッチ類が多いもののその後の一眼デジタルカメラと比べるとまだすっきりしている。

- EOS55（1995年9月発売） - 視線入力オートフォーカスを搭載した中級機。縦位置でも視線入力が可能になり、EOS5 より視線入力オートフォーカスのレスポンスも向上している。シルバーとブラックのカラーバリエーションがある。
- ニューEOS Kiss（1996年9月発売） - EOS Kiss の後継機。シルバーとブラックのカラーバリエーションがある。

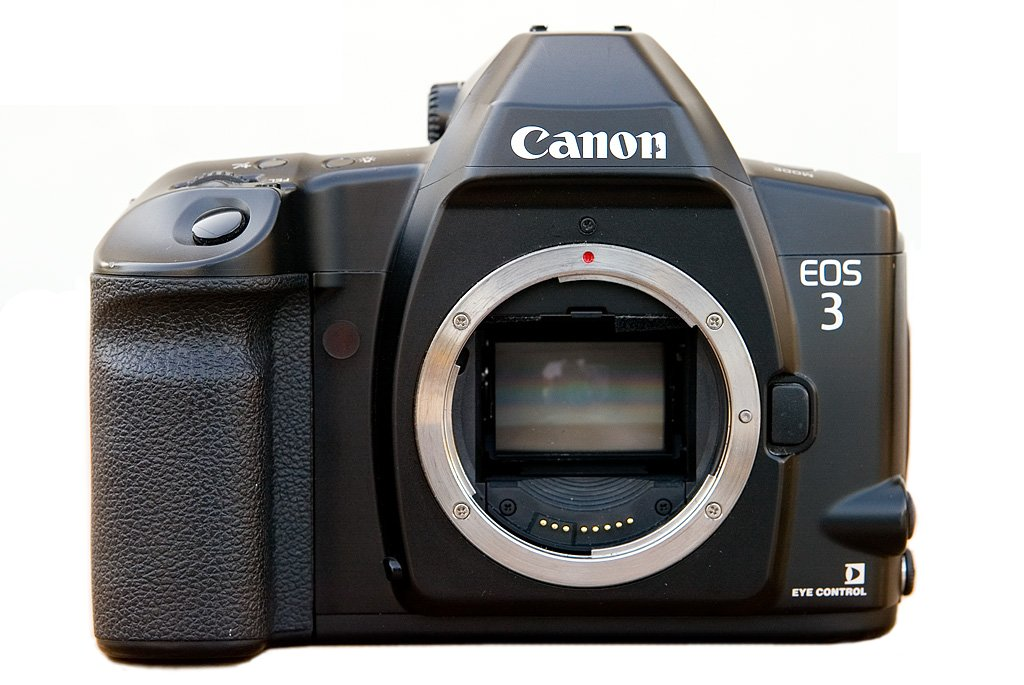
EOS3

- EOS-3（1998年11月発売） - EOS5QD の後継に位置する、45の測距ポイントと視線入力機能をもつハイエンドモデル。プロユースを意識して EOS-1 系列のカメラとほぼ同じ操作体系を採用しているほか、EOS-1・EOS-1N 用のパワードライブブースターE1、バッテリーパック BP-E1、そして新しく登場したパワードライブブースター PB-E2[6] との互換性もある。ハイアマチュアに人気を博したが、45点測距は意図しない位置にばかりピントが合うという声もあった。
- EOS Kiss III（1999年4月発売） - ニュー EOS Kiss の後継機。シルバーとブラックのカラーバリエーションがある。
- EOS7（2000年10月発売） - EOS55 に代わる、7点視線入力オートフォーカス機構搭載の中級モデルとして登場した。中級機ながら上位機種 EOS-3 より高速化された視線入力機能や EOS-1V に匹敵する動体予測機能を搭載していた。
- EOS-1V（2000年3月発売） - VはビジョンのVであり、またキヤノン F-1 から数えて5代目のフラッグシップという意味もある。2018年に販売終了。35mmフィルムを用いるキヤノンのカメラでは最後まで販売されていた。
- EOS Kiss III L（2001年11月発売） - EOS Kiss III の後継機。
- EOS Kiss 5（2002年9月発売） - EOS Kiss III L の後継機。
- EOS Kiss Lite（2003年9月20日発売） - EOS Kiss 5 の廉価版。2007年に日本国内での販売を終了。
- EOS Kiss 7（2004年9月11日発売） - EOS Kiss 5 の後継機。高級機に迫る機能を満載していた。2007年に日本国内での販売を終了。
- EOS7s（2004年3月20日発売）- EOS 7にデジタル一眼レフカメラからフィードバックされた高性能オートフォーカスシステムや E-TTL II 自動調光システムなどを追加したモデル。

### ダンパーゴム劣化

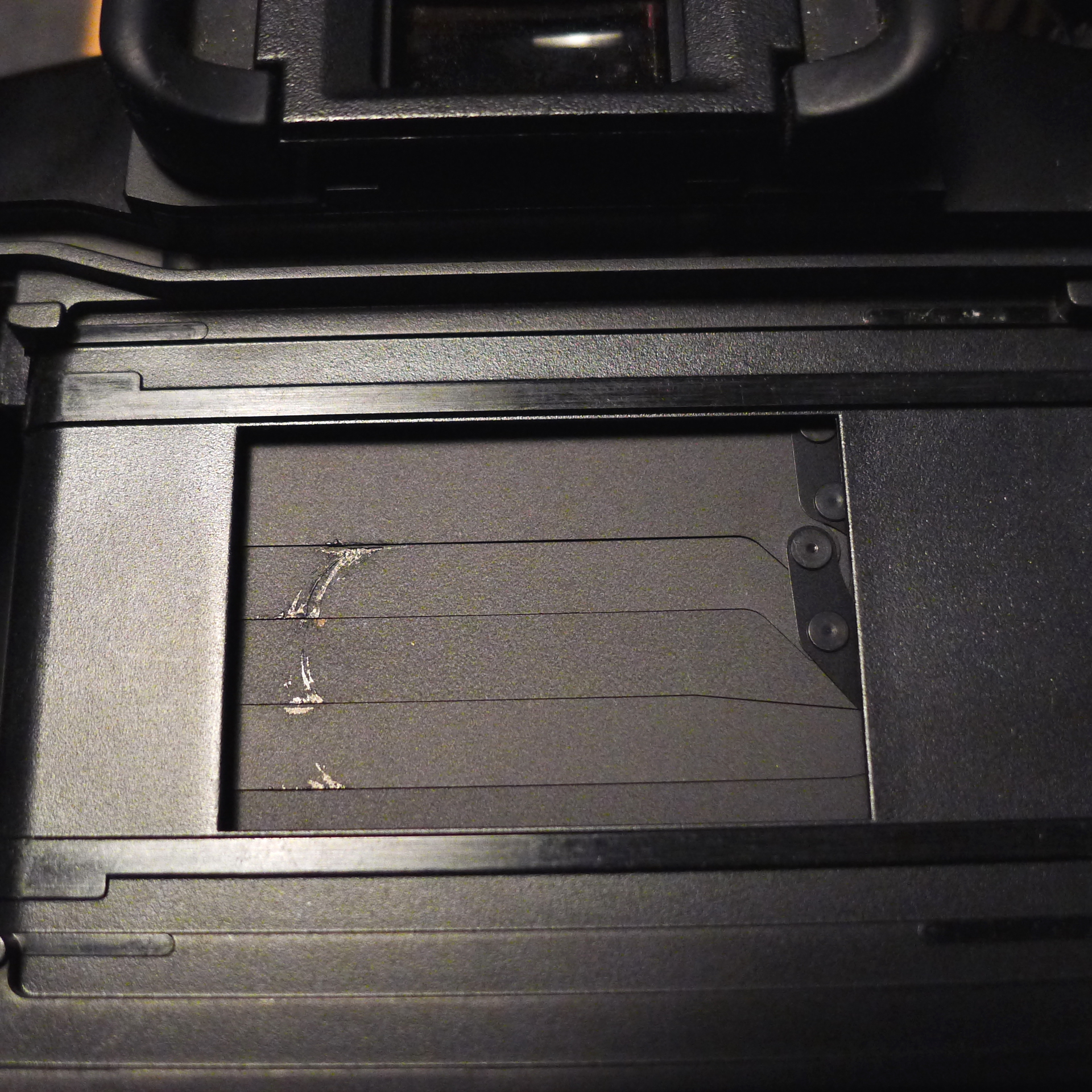
典型的なダンパーゴム溶着の症状。ひどい場合はミラーボックス側の幕にも付着する事があり、やがてシャッター幕が動かなくなる。

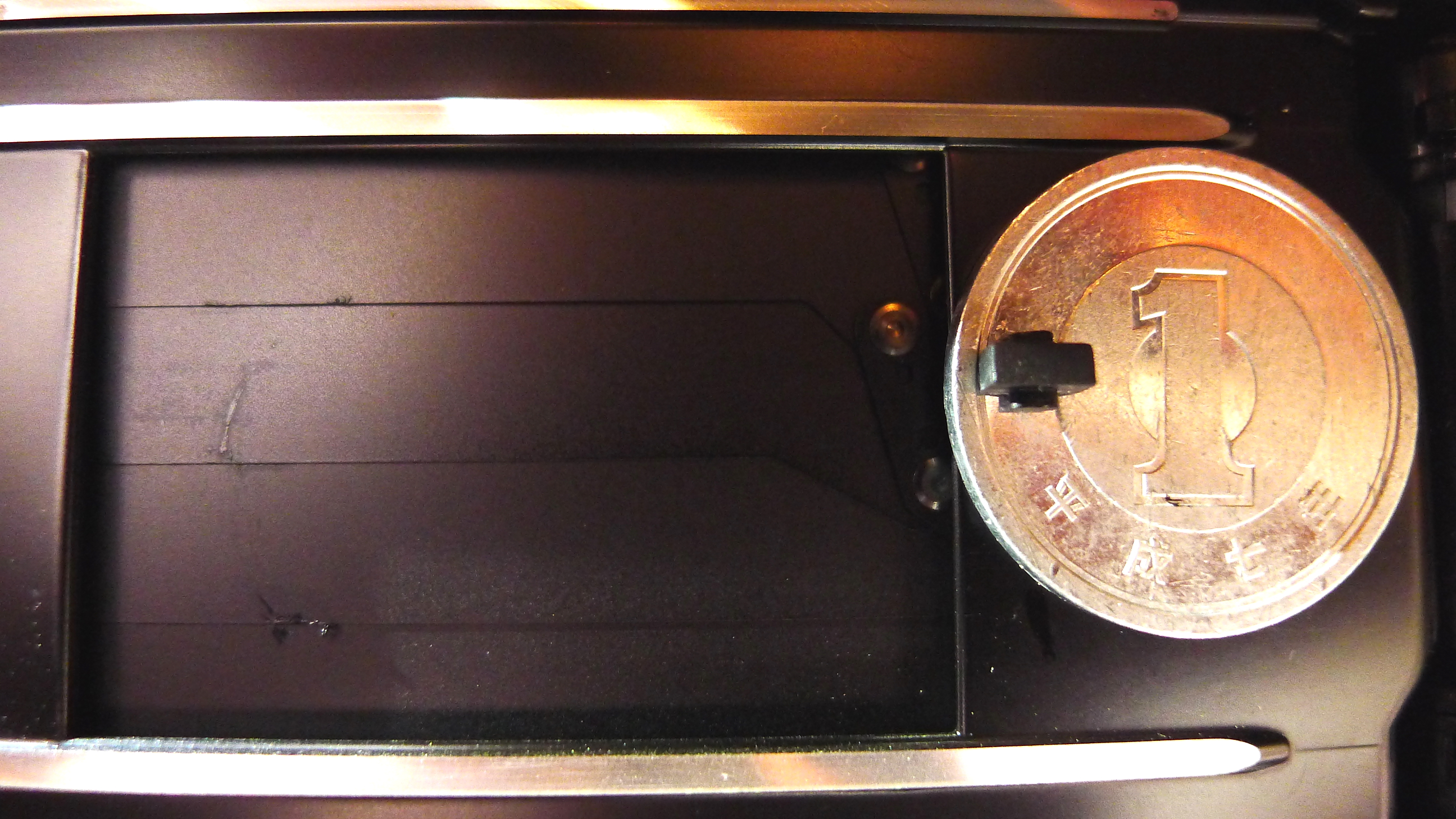
溶着が発生したEOS 620のシャッターと、別個体から取り出した未劣化のダンパーゴム。この小さなゴムパーツがシャッタースリットの左下辺りに取り付けられている。

EOS650 から EOS55 までの機種に発生する代表的な故障として、「ダンパーゴムの加水分解」が挙げられる。ダンパーゴムとは、シャッター幕を受け止めるゴム製の部品で、緩衝・防音の目的でシャッターユニット内部に取り付けられている。このダンパーゴムが加水分解すると、コールタール状に溶け出してシャッター幕などに付着し、そのまま撮影すると「下半分が写らない」など、全体の何割かが写っていないという問題が発生する。これはダンパーゴムの材質に由来する故障であり、キヤノンはこれを「経年劣化によるもの」として有償修理としている。製造から10年程度で症状が出る場合が多い。尚、初期の EOS の場合、メーカーの部品保有期間が過ぎているため修理不可能な機種もあり、修理の際はメーカーに修理可能かどうかの確認が必要となる。EOS55 のある製造分からダンパーゴムが対策品に変わったとされ、また EOS-1、EOS-1N、EOS-1V、EOS-3のプロ・ハイアマチュア向け機種に関してはシャッターの構造・材質の違いのためかこの問題は起こらない。

## APSフィルム使用カメラ
- EOS IX E（1996年10月発売）
- EOS IX50（1998年3月発売） - EOS IX Eの下位モデル。

## デジタル一眼レフカメラ

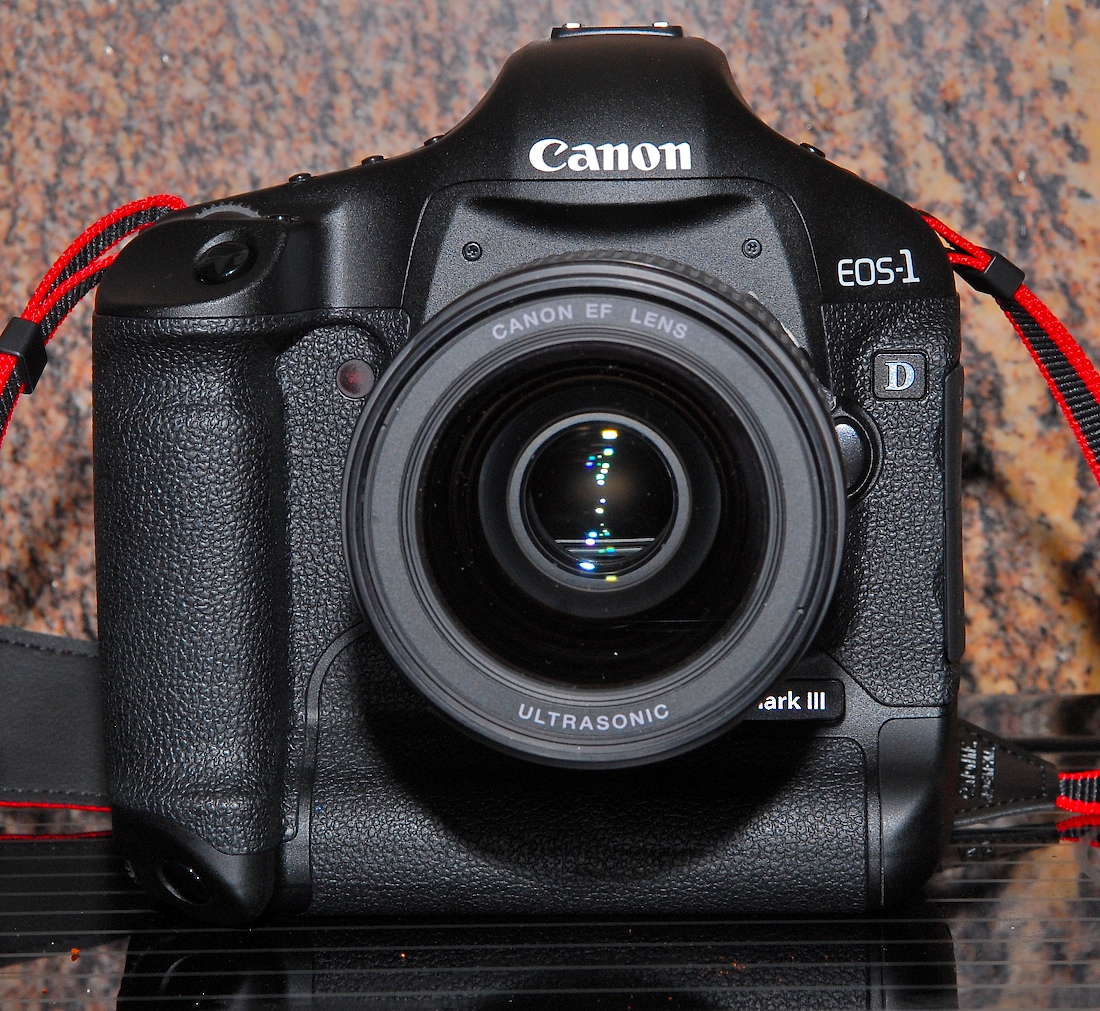
EOS-1D MarkIII

- EOS DCS3（1995年7月発売） - コダックとの提携によりEOS-1Nをベースに作られたキヤノン初のデジタル一眼レフカメラ。130万画素CCDを搭載、連続12コマ連写に対応。あまりに高価だったため報道機関などでもごく一部でしか使われていなかった。
- EOS DCS1（1995年12月発売） - コダックとの提携によりEOS-1Nをベースに作られたキヤノン初のデジタル一眼レフカメラ。600万画素CCDを搭載のワンショットタイプ。あまりに高価だったため報道機関などでもごく一部でしか使われていなかった。
- EOS D2000（1998年3月発売） - DCSシリーズ後継モデルで、大幅なコンパクト化を実現した。200万画素CCDを搭載。
- EOS D6000（1998年12月発売） - DCSシリーズ後継モデルで、大幅なコンパクト化を実現した。600万画素CCDを搭載。

EOS-1D シリーズ
- 商業カメラマン向きに製造されたプロモデル。
- EOS-1D（2001年12月発売） - 415万画素、APS-Hサイズ撮像素子を搭載した、報道・スポーツ向けプロモデル。新開発のボディながらEOS-1Vの基本性能や操作性を継承。
- EOS-1Ds（2002年11月発売） - 1,110万画素、35mmフルサイズCMOS撮像素子を搭載した、ポートレート・スタジオ撮影・風景写真向けプロモデル。キヤノン初の35mmフルサイズ撮像素子を搭載した。
- EOS-1D Mark II（2004年4月29日発売） - EOS-1D後継機。820万画素、APS-Hサイズの大型撮像素子を搭載した報道・スポーツ向けプロモデル。
- EOS-1DsMark II（2004年11月27日発売） - EOS-1Ds後継機。1,670万画素、35mmフルサイズ撮像素子を搭載した、ポートレート・スタジオ撮影・風景写真向けプロモデル。
- EOS-1D Mark IIN（2005年9月28日発売） - EOS-1D MarkIIのマイナーチェンジモデル。
- EOS-1D Mark III（2007年5月31日発売） - EOS-1D MarkII/MarkII Nの後継機。1,010万画素、APS-Hサイズの大型撮像素子を搭載、さらに映像エンジンDIGIC IIIを2個搭載し並列処理を可能にすることで高機能かつ高速処理を実現した。これ以外にもプロの要求に堪えられる高性能・高信頼性を追求しており、オートフォーカスセンサーのうち19点をクロスタイプに変更、これに合わせる形で63分割測光によるAEも搭載、3型液晶モニターまたは接続したパソコン画面上によるライブビュー撮影機能、撮像素子のほこり対策システム「EOSインテグレイテッドクリーニングシステム」の搭載や、操作性の改善などを行った。SDメモリーカードを使用可能（SDとCFのデュアルスロットを装備）。
- EOS-1Ds Mark III（2007年11月29日発売） - EOS-1Ds MarkIIの後継機。2,110万画素、35mmフルサイズ撮像素子を搭載したポートレート・スタジオ撮影・風景写真向けプロモデル。撮像素子・連写速度以外はEOS-1D MarkIIIに準じる。
- EOS-1D Mark IV（2009年12月26日発売） - EOS-1D MarkIIIの後継機。1,610万画素、APS-Hサイズの撮像素子を搭載した報道・スポーツ向けプロモデル。
- EOS-1D X（2012年6月20日発売[7]） - スタジオ撮影向け（画素数優先タイプ）の「EOS–1Ds Mark III」と、報道・スポーツ向け（連写性能優先タイプ）の「EOS–1D Mark IV」の後継となる新たなプロフェッショナルモデル[8][9]。約1,810万画素の35mmフルサイズCMOSセンサー搭載。1D及び1Dsの後継で両方の機能を統合した機種。
- EOS-1D X Mark II（2016年4月28日発売）[10] - EOS-1D Xの改良機。最大秒間14コマの高速連写が可能。

- EOS-1D X Mark III（2020年2月14日発売） - EOS-1D X Mark II の改良機。有効画素数は約2,010万画素。ローパスフィルターは従来型の4点分離に代わり、新開発となる16点分離の『GDローパスフィルター』で偽色や色モアレを低減しつつ解像感を向上させている。画像処理エンジンはDIGIC X搭載で最高約16コマ/秒、ライブビュー時約20コマ/秒の連写が可能である。

EOS 5Dシリーズ
- 35mmフルサイズ撮影素子を搭載したハイアマチュア向けモデル。EOS 5D MarkIII 以降の機種は同社のデジタル一眼レフカメラで最も高い画素数を誇るシリーズであるため、スタジオ、風景撮影を行うプロモデルとしての性格も持っている。

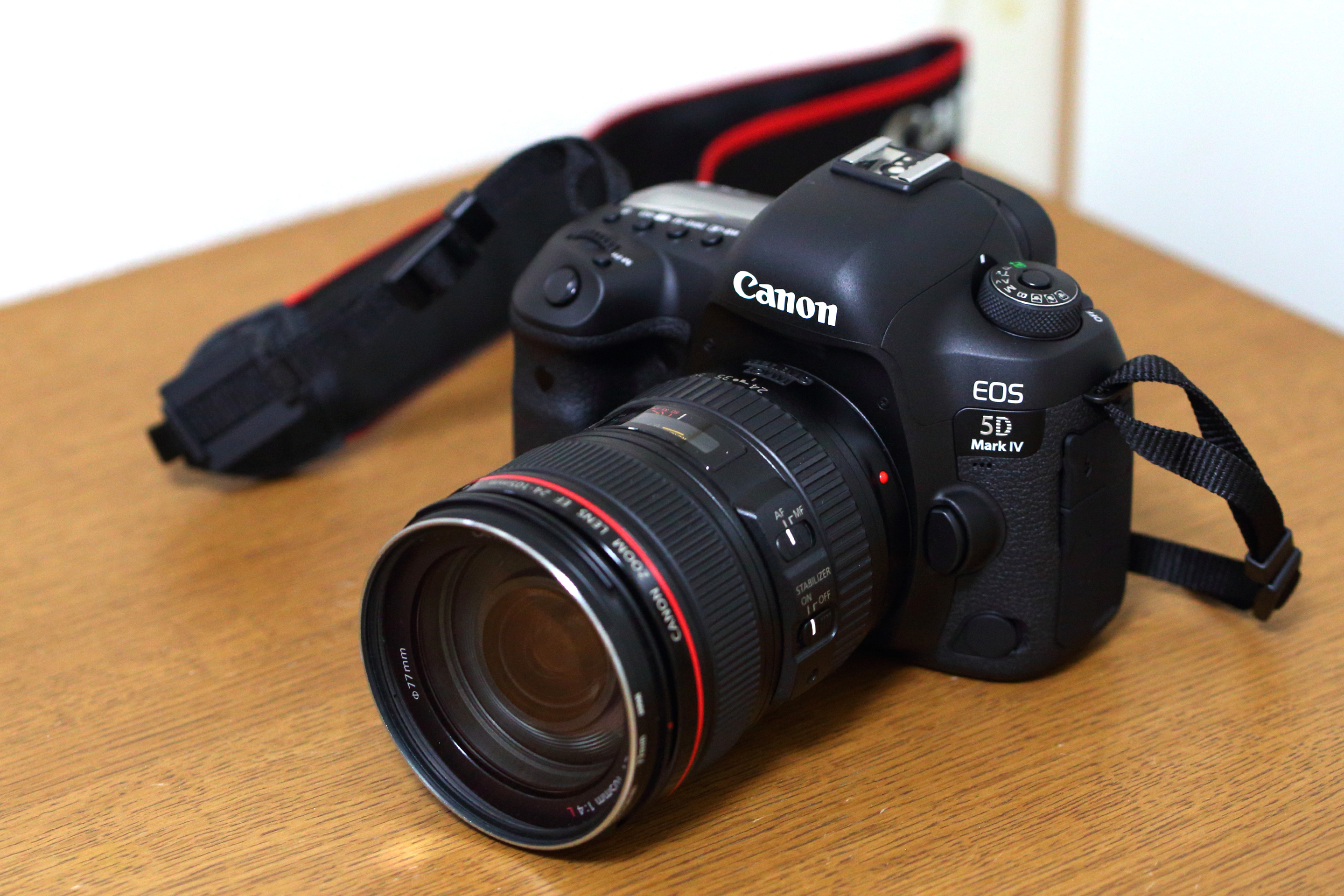
EOS 5D Mark IV
（EF24-105mm F4L IS USM装着）

- EOS 5D（2005年9月28日） - EOS 20D/30Dの上位機にあたるハイアマチュア向けモデル。1,280万画素、35mmフルサイズ撮像素子を搭載しながらも、発売当時で40万円以下の低価格化に成功した。
- EOS 5D Mark II（2008年11月29日発売） - EOS 5Dの後継機。2,110万画素、35mmフルサイズ撮像素子を搭載し、上位機種のEOS-1Ds MarkIIIと同画素数となっている。また同社の一眼レフカメラとして初めてフルハイビジョン動画撮影機能を搭載した。
- EOS 5D Mark III（2012年3月22日発売[11]） - EOS 5D MarkIIの後継機。2,230万画素35mmフルサイズ撮像素子や、上位機種のEOS-1D Xと同等のAFシステム「61点高密度レティクルAF」を搭載する。
- EOS 5Ds / EOS 5Ds R（2015年6月18日発売） - 5,060万画素の35mmフルサイズ撮影素子を搭載したスタジオ、風景撮影向け高画素数モデル。2015年2月の製品発表時点で、中判デジタルカメラを除いたデジタル一眼レフカメラとしては最高の画素数を誇る。ローパスフィルターの機能をキャンセルした高解像度重視モデルのEOS 5Ds Rも存在する。
- EOS 5D Mark IV（2016年9月8日発売） - EOS 5D MarkIIIの後継機。3,040万画素35mmフルサイズ撮像素子、上位機種のEOS-1D X Mark IIと同等のAFシステム「61点高密度レティクルAF」やこれと同等の映像エンジン「DiGIC 6+」をシングル搭載する。

EOS 6Dシリーズ
- 35mmフルサイズ撮影素子を搭載したハイアマチュア向けモデル。EOS 5Dシリーズの下位機種。

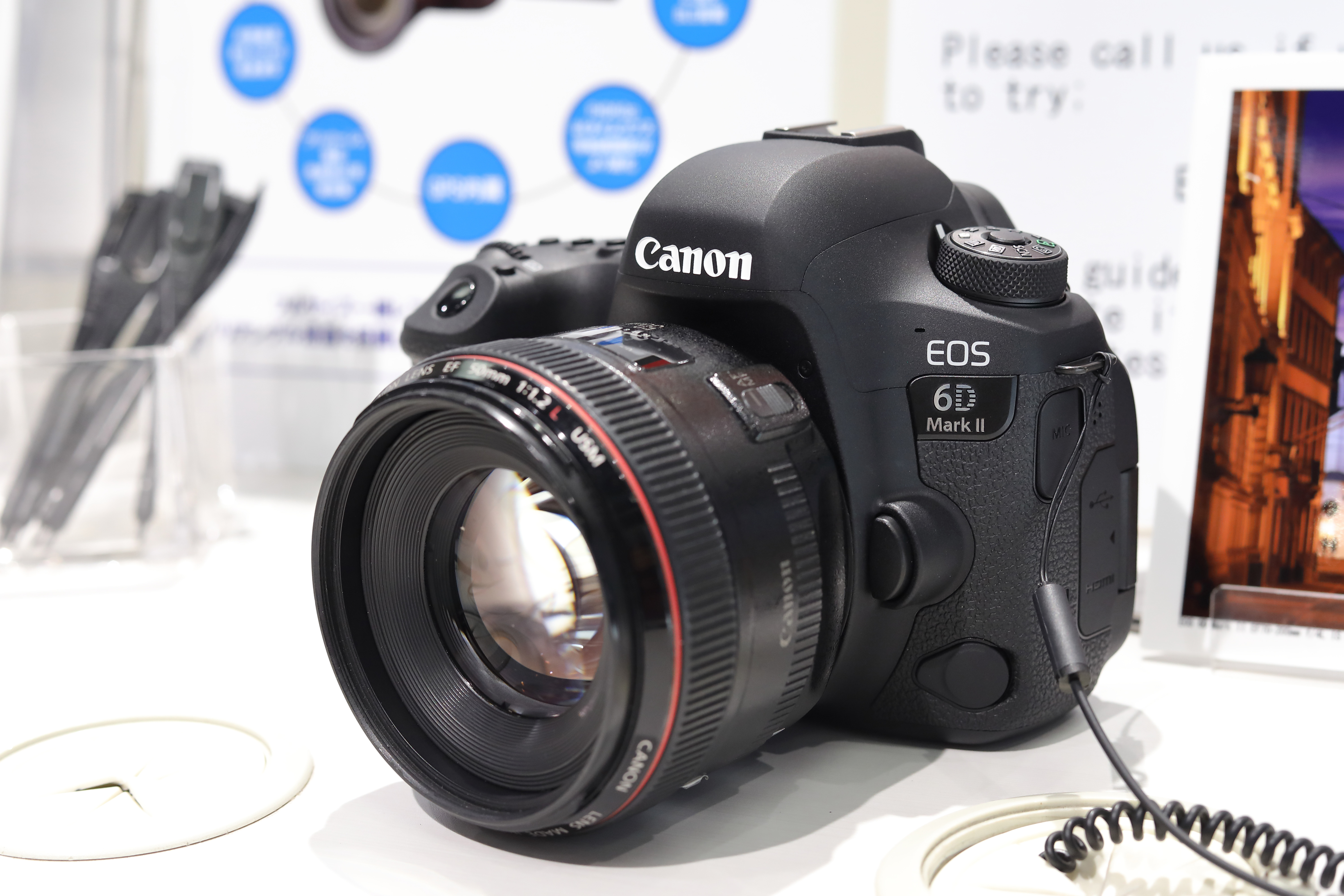
EOS 6D Mark II （EF50mm F1.2L USM装着）

- EOS 6D（2012年11月30日発売[12][13]） - EOS 5D系の下位モデルに当たる35mmフルサイズ機。5D系からのサイズダウンを図りながら2,020万画素の撮像素子、Wi-Fi、GPSを搭載する。
- EOS 6D Mark II（2017年8月発売） - EOS 6Dの後継機。2620万画素、連写6.5コマ/秒。同社のフルサイズカメラでバリアングル液晶を、EOSのフルサイズ機で映像エンジン「DiGiC 7」を初搭載するなどしている。

EOS 7Dシリーズ
- APS-Cサイズの撮影素子を搭載し、EOS-1Dシリーズに匹敵するAF、連写性能を兼ね備えたハイアマチュア向けモデル。
- EOS 7D（2009年10月2日発売） - EOS 50Dの上位機となるハイアマチュア向けモデル。1,800万画素、APS-Cサイズの撮像素子を搭載。また、映像エンジン「DIGIC 4」を2個搭載し秒間8コマの連写が可能となっているほか、防塵防滴、視野率約100%[14]のファインダー、19点のクロスタイプオートフォーカスセンサー、63分割測光センサーを搭載するなど、上位機のEOS-1D系統並みの性能を持っている。
- EOS 7D Mark II（2014年9月30日発売） - 発売から5年以上が経過したEOS 7Dの後継機。2,020万画素。測距点は、EOS史上最多の65点。映像エンジンは「DIGIC 6」を2個搭載し、連写性能は秒間10コマに向上、新たなAFシステムを搭載した。

EOS 2桁Dシリーズ
- ハイアマチュア、カメラファン向けモデル。
- EOS D30（2000年10月20日発売） - 本格的な完全自社開発のデジタル一眼レフカメラ。独自に新開発したCMOSイメージセンサや高精度なデジタル信号処理LSI「映像エンジン」を搭載、なおかつ従来のデジタル一眼レフカメラのイメージを塗り替えるほどの小型・軽量化を実現し、また、この撮像素子内製への転換が、現在のキヤノンの優位性を決定づけることとなった。325万画素CMOSイメージセンサを搭載。
- EOS D60（2002年発売） - EOS D30をベースに630万画素のCMOS撮像素子を搭載したマイナーチェンジモデル。ユーザーからの要望を取り入れ、基本性能や操作性も向上されている。
- EOS 10D（2003年3月21日発売） - 630万画素APS-Cサイズの撮像素子と、映像エンジン「DIGIC」を搭載。高性能化や機能向上を図り、またボディにマグネシウム合金を採用し堅牢性を高めた。20万円を切る価格で発売され、ハイアマチュアを中心に売れた。
- EOS 20D（2004年9月18日発売） - EOS 10D後継機。820万画素、APS-Cサイズの撮像素子を搭載。映像エンジンが「DIGIC II」にアップ。
- EOS 30D（2006年3月17日発売） - EOS 20D後継機。820万画素、APS-Cサイズの撮像素子を搭載。
- EOS 40D（2007年8月31日発売） - EOS 30Dの後継機。1,010万画素、APS-Cサイズの撮像素子のほか、DIGIC III、ほこり付着防止・除去対策システム「EOSインテグレイテッドクリーニングシステム」、ライブビューを搭載している。イメージキャラクターは渡辺謙を起用。
- EOS 50D（2008年9月27日発売） - EOS 40Dの後継機。1,510万画素、APS-Cサイズの撮像素子のほか、DIGIC 4を同社のデジタル一眼レフカメラとして初めて搭載した。イメージキャラクターはEOS 40Dに引き続き渡辺謙を起用。
- EOS 60D（2010年9月18日発売）- EOS 50Dの後継機。1,800万画素のAPS-Cサイズの撮像素子に加え、同社のデジタル一眼レフ初のバリアングル液晶モニタを採用した。イメージキャラクターはEOS 40D・50Dに引き続き渡辺謙を起用。
- EOS 70D（2013年8月29日発売）- EOS 60Dの後継機。2,020万画素のAPS-Cサイズの撮像素子を搭載。ライブビュー撮影時のAF方式として、全ての有効画素が撮像と位相差AFの機能を兼ね備える『デュアルピクセルCMOS AF』方式（キヤノン独自の像面位相差方式）をEOSで初めて採用したため、高速なオートフォーカスを実現している。また無線LANを搭載し、スマートフォンとの連携も可能となっている。
- EOS 80D（2016年3月25日発売） - EOS 70Dの後継機。2,420万画素のAPS-Cサイズの撮像素子を搭載。Wi-Fiに加え、NFCに対応。より気軽に接続しやすくなった。EOS2桁Dシリーズで初のファインダー視野率約100%を搭載。これによってファインダーと実際に記録される像とのずれがほぼなくなった。メインミラー、サブミラーの駆動方式がばね駆動方式からモーター直列駆動方式へ変更になった。これにより、ミラーショックが大幅に抑えられる。
- EOS 90D（2020年9月20日発売） - EOS 80Dの後継機。3,250万画素のAPS-Cサイズの撮像素子を搭載。80Dから引き継いだファインダーやモーター駆動方式によるミラー機構はそのままに、DIGIC 8搭載によりEOS R、EOS Kiss M同様デジタルレンズオプティマイザが適用可能になったほか、連写10コマ/秒（公称値）まで向上し、4K動画対応を果たした。また、シングルスロットではあるものの、SDHC、SDXCのUHS-II規格に対応した。なお、グリップが大幅に80Dより深くなっている。

EOS 4桁Dシリーズ
- 下記のKissシリーズからステップアップするユーザーを対象としたシリーズ。EOS 2桁Dシリーズの下位機種にあたる。
- EOS 8000D（2015年4月17日発売） - 2,420万画素のAPS-Cサイズ撮影素子を搭載。19点AF、5コマ/秒の連写性能、モードダイヤルの位置など、2桁Dシリーズに匹敵する性能や外観を誇る。
- EOS 9000D（2017年4月7日発売） - EOS 8000Dの後継。EOS kiss X9iの兄弟機に当たる。海外での商品名は「EOS 77D」。

EOS Kissシリーズ
- ライトユーザー、エントリーユーザー向け低価格モデル。海外では製品名称が異なり、北米では「EOS Rebel」シリーズ、、他では「EOS 3桁D」となっている。
- EOS Kissデジタル（2003年発売） - EOS Kissシリーズ初の機種。630万画素、APS-Cサイズの撮像素子を搭載、EOS 10Dの性能を受け継ぎつつも初心者にも使い易く、小型軽量化も達成。またこの機種からAPS-Cサイズデジタル一眼レフ用レンズ群「EF-Sレンズ」が登場した。かつてEOS Kissが一眼レフユーザーを拡大した時のようにこの機種によってデジタル一眼レフカメラでも小型軽量と低価格化の先鞭をつけ、一般ユーザーへのデジタル一眼レフの普及に貢献した。「キスデジ」と略称される。
- EOS KissデジタルN（2005年3月17日発売）- EOS Kissデジタルを改良したパーソナルユースモデル。800万画素、APS-Cサイズの撮像素子を搭載。前機種よりも一層の軽量コンパクト化を実施、機能も強化した。またこの機種からKiss DigitalシリーズのCMに、ロックバンドのキッスに扮した4人の子供たちが、同バンドの代表曲である「ラヴィン・ユー・ベイビー」（I Was Made for Lovin' You ）を歌うという内容のものを放送、話題となった（後継機のKiss デジタル XでもこのCMを継続した）。
- EOS Kiss デジタル X（2006年9月8日発売）- EOS Kiss デジタル第3世代モデル。同クラスでは初めてとなる1,010万画素、APS-Cサイズの撮像素子を搭載し、さらにキヤノン製デジタル一眼レフでは初めてとなる撮像素子のほこり付着防止「EOSインテグレイテッドクリーニングシステム」も搭載した。機種名の「X」は、初代EOS Kissから数えて10機種目の機種にあたることから。
- EOS Kiss X2（2008年3月21日発売）- EOS Kissデジタル第4世代モデルであるが、銀塩EOS Kissシリーズが生産中止となったため、本モデルより機種名より「デジタル」の表記が外された。1,220万画素。EOSデジタルシリーズでは初めて記録媒体がSDHC/SDメモリーカードのみとなる。
- EOS Kiss F（2008年6月27日発売）- EOS Kissデジタル第4世代モデルの廉価版。低価格化して併売されていた第3世代モデルの後継に当たる。
- EOS Kiss X3（2009年4月24日発売）- EOS Kissデジタル第5世代モデル。
- EOS Kiss X4（2010年2月26日発売）- EOS Kissデジタル第6世代モデル。画素数をEOS 7D同等の1,800万画素まで引き上げた。
- EOS Kiss X5（2011年3月3日発売）- EOS Kissデジタル第7世代モデル。1,800万画素の撮像素子やバリアングル液晶モニタのほか、インテリジェントオートや動画デジタルズームを搭載する。
- EOS Kiss X50（2011年3月29日発売）- EOS Kissデジタル第7世代モデルの廉価版。1,220万画素。EOS DIGITAL初のレッドモデルも用意する。
- EOS Kiss X6i（2012年6月22日発売[15][16]） - EOS Kissデジタル第8世代モデル。有効画素数は1,800万画素とKiss X5と同等であるが、新AFシステム「ハイブリッドCMOS AF」と、EOS DIGITALで初めてとなるタッチパネル液晶を搭載する。
- EOS Kiss X7i（2013年4月12日発売[17][18]） - EOS Kissデジタル第9世代モデル。有効画素数は1,800万画素。7種類のクリエイティブフィルターを搭載し、ライブビュー時にもその効果を確認しながら撮影できるようになった他、キットレンズがステッピングモーター付となった。
- EOS Kiss X7（2013年4月24日発売[19][20]） - EOS Kissデジタル第9世代モデルの廉価版。有効画素数は1,800万画素。APS-Cサイズセンサー搭載デジタル一眼レフでは世界最小・最軽量のボディを持つ。
- EOS Kiss X70（2014年3月23日発売） -EOS Kiss X50の実質的後継機。
- EOS Kiss X8i（2015年4月17日発売） - 2,420万画素、APS-Cサイズの撮影素子を搭載。19点AFなどを備え、2桁Dシリーズに近づきつつある。
- EOS Kiss X80（2016年4月14日発売） - EOS Kiss X70の実質的後継機。
- EOS Kiss X9i（2017年4月7日発売） - EOS Kiss X8iの後継機。EOS 9000Dの兄弟機。
- EOS Kiss X9（2017年7月28日発売） - EOS Kiss X7の後継機。バリアングル液晶を搭載。

- EOS Kiss X90（2018年3月29日発売）- EOS Kiss X80の実質的後継機。
- EOS Kiss M（2018年3月23日発売） - EF-Mマウントで初めてのKissシリーズ。詳細は後述。
- EOS Kiss X10 （2019年4月25日発売） - EOS Kiss X9の後継機。2,410万画素、中央クロス9点AF、4K動画対応のほか、内蔵フラッシュがポップアップ式から手動アップ方式に変更となった。バッテリー長持ちモデルを謳われている。
- EOS Kiss X10i （2020年6月下旬発売） - EOS Kiss X9iの後継機。2,410万画素、オールクロス45点AF、4K動画対応。内蔵フラッシュはX10と同じく手動アップ方式。背面にAF-ONボタンとサブ電子ダイヤルが追加された。

## ミラーレス一眼カメラ
EOS Mシリーズ
- APS-Cサイズの撮影素子を搭載し、マウント口径の小型化とフランジバックを短縮したEF-Mマウントを採用。
- EOS M（2012年9月29日発売[21]）  - キヤノン初となるミラーレス一眼カメラ。1,800万画素のAPS-Cサイズセンサーを搭載。専用のEF-Mレンズのほか、マウントアダプターEF-EOSMの使用で、従来のEFレンズやEF-Sレンズも装着可能となる。
- EOS M2（2013年12月20日発売） - EOS Mの後継機。従来通り、1,800万画素のAPS-Cサイズセンサーを搭載。EOS Mと比べて、幅3.7mm、高さ1.3mm、奥行き0.7mm小さくなり、24g軽くなっている。また、EOS Mと比較して対応エリアをそれぞれ80%に拡大して最大で約2.3倍高速化されたハイブリッドCMOS AF IIを搭載した。無線Wi-Fiを掲載し、専用アプリ「Camera Connect」を通じてスマートフォンなどに送ることが出来る。
- EOS M3（2015年3月26日発売） - 外観は今までの直線的なフォルムから一新し、大型のグリップを備えた、よりカメラっぽい形状となった。AFは、ハイブリッドCMOS AF IIIを搭載し、AF速度はEOS M2比で約3.8倍となった。ダイヤル系が増え、より一眼レフユーザー好みになっている。2,420万画素のAPS-Cサイズセンサーを搭載し、映像エンジンは「DIGIC 6」。EVF（電子ビューファインダー）を付けることが出来るようになった。また、ストロボも折りたたみ式手動ポップアップ型が内蔵されている。
- EOS M10（2015年10月29日発売） - EOS M3の下位機種的位置づけ。センサーはEOS M2と同じ1,800万画素APS-Cサイズセンサーだが、映像エンジンはEOS M3同様の「DIGIC 6」を搭載する。また、AFもEOS M2同様のハイブリッドCMOS AF IIになっており、アクセサリーシューも割愛されている。180度チルトするタッチ対応液晶モニターはEOS M3同様搭載する。ユーザーインターフェースは全メニューが縦スクロールで操作できるタイプに一新された。
- EOS M5（2016年11月25日発売） - EOS M3の上位機種[22]。ミラーレスカメラで初めて「デュアルピクセルCMOS AF」を採用し、全画素が撮像と位相差AFの両方を兼ねて機能する。EOS Mシリーズで初めてEVFも標準搭載し、映像エンジンは「DIGIC 7」に更新された。また、ファインダー機能使用時に液晶のタッチパネルでAF位置を操作できる「タッチ&ドラッグAF」も搭載し、ピント合わせの直感性が増した。また、搭載しているBluetoothによって専用アプリ「Camera Connect」をインストールしているスマホをカメラのリモコンとして使用できるBluetoothリモートコントローラーに対応した。なお、本機ではUSB端子がこれまでのEOS MシリーズのMiniUSBからmicroUSBに変更された。
- EOS M6（2017年4月20日発売） - EOS M3の後継かつM5の下位機種[23]。M5同様「デュアルピクセルCMOS AF」を採用し、AF・AE（自動露出制御）追従で最高約7.0コマ／秒、AF固定では最高約9.0コマ／秒の連写性能を実現した。映像エンジンはM5同様「DIGIC 7」を採用。M5と比べタッチ&ドラッグAFが省略、サブ電子ダイヤルが機能固定になっている。M3同様オプションのEVFに対応する。
- EOS M100（2017年10月5日発売） - EOS M10の後継[24]。エントリー機で有りながら、センサーはEOS M6と同じ2420万画素で、全画素が撮像と位相差AFの両方の機能を兼ねる「デュアルピクセルCMOS AF」を搭載。映像エンジンも「DIGIC 7」を搭載する。また、カメラの電源をOFFにしていてもペアリングした携帯端末からカメラ内の画像を確認することも可能になった。クリエイティブアシストには、新たにマゼンタ～グリーンの設定が追加された。ISO感度はオートモードで25600までの自動及び手動設定が可能になっている（M10は感度拡張時のみISO25600が設定可能だった）。
- EOS Kiss M（2018年3月23日発売） - EOS M5の後継[25]で、EF-Mマウントでは初となるKissシリーズ[26]。映像エンジンは「DIGIC 8」になり、「デュアルピクセルCMOS AF」が通常でも99点の測距点に加え、対応レンズ装着時は拡張され最大143点の測距で素早いフォーカスが可能になった。明るさやコントラストを自然な印象に自動補正する「オートライティングオプティマイザ」の性能が向上し、液晶はEOS Mシリーズでは初めてバリアングル液晶モニターになった。
- EOS M6 Mark II（2019年9月27日発売） - EOS M6の後継[27]。センサーと映像エンジンはそれぞれ約3250万画素のCMOSセンサーとDIGIC 8に強化され、キヤノンのレンズ交換式カメラで初搭載となる最高約14コマ/秒の「高速連続撮影+」と最高約30コマ/秒の「RAWバーストモード」を搭載。「瞳AF」は、サーボAF ⁄ 動画サーボAF時も設定可能になった。また、AF操作をレリーズ動作から切り離して操作できるAFスタートボタンとフォーカスモードスイッチを装備し、M6では省かれていた別売EVF装着時の「タッチ&ドラッグAF」とサブ電子ダイヤルも機能変更可能になっている。
- EOS M200（2019年10月18日発売）
- EOS Kiss M2（2020年11月27日発売）

EOS Rシリーズ
- EFマウントとほぼ同一口径でフランジバックを短縮したキヤノンRFマウントを軸としたEOS Rシステムを採用。
<35mm判センサー>
- EOS R （2018年10月25日発売） - キヤノンでは初となるフルサイズミラーレスカメラである[31]。新マウントとしてRFマウントを採用。従来のレンズ資産もEF-MとCN-E（EFシネマレンズ）を除き専用のマウントアダプタで利用できる。電子ビューファンインダーを搭載。
- EOS RP （2019年3月14日発売[32]） - EOS Rに次ぐフルサイズミラーレスカメラ。Rよりも小型化され、デュアルピクセルCMOS AFとRFレンズの駆動制御最適化により、最速0.05秒の高速AFを実現。瞳AFもサーボAFに対応し、中央測距点ではEV-5を達成した。5000台限定でゴールドモデルも販売される[33]。製品名のPはかつてキヤノンが発売していたポピュレール（P型）に由来する[34]。
- EOS R5 （2020年7月下旬発売） - センサーと映像エンジンはそれぞれ約4500万画素のCMOSセンサーとDIGIC Xに強化された。EOS初のボディー内５軸手ブレ補正を初搭載。世界初の８K動画撮影を実現。動画撮影時には内部のチップ類が高熱になるため、センサー類を保護する目的でシャットダウンする機能がある[35][36]。初期のファームウェアでは温度に関係なくタイマーにより19分前後でシャットダウンするように設定されていたが、バージョンアップにより25分前後まで延長された[36]。また自作の冷却システムを製作しさらに時間を延長した例もある[36]。
- EOS R6 （2020年8月下旬発売） - センサーと映像エンジンはそれぞれ約2010万画素のCMOSセンサーとDIGIC Xを搭載。R5同様にボディー内５軸手ブレ補正を搭載。R5と同じく自動でシャットダウンする機能がある[37]。
- EOS R6 Mark II
- EOS R3
- EOS R1
- EOS R5 Mark II
- EOS R8

<APS-Cセンサー>
- EOS R7
- EOS R10
- EOS R50
- EOS R100

## デジタルシネマカメラ
- EOS C300（2012年1月発売[38]）
- EOS C300 PL（2012年3月発売[38]）
- EOS-1D C（2012年10月発売[39]）
- EOS C500（2012年10月下旬発売[40]）
- EOS C500 PL（2012年10月下旬発売[40]）
- EOS C100（2012年11月下旬発売[40]）